# Боливийцы
Боливи́йцы — население Боливии в широком значении; понятие имеет и другое, более узкое значение — испаноязычный народ, наиболее многочисленный из населяющих Боливию.
Общее количество жителей этой страны на 2013 год составляло 10,5 миллионов человек.

## Национальный состав

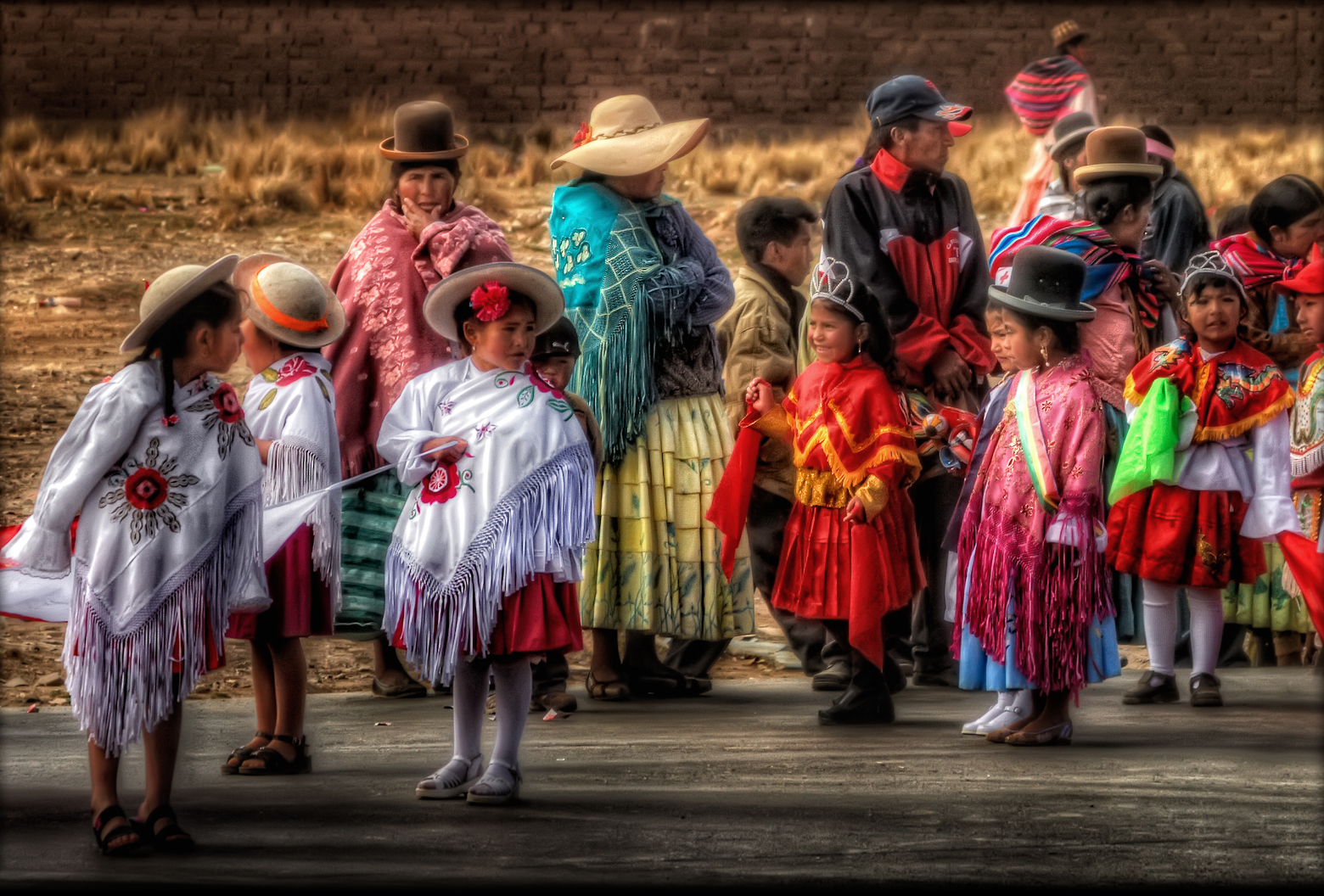
Парад в Эль-Альто, праздник «День моря» (Dia del Mar)

Население Боливии состоит из 4 национальных групп: испаноязычных боливийцев (39,5 % от общего числа жителей), кечуа (32,9 %), аймара (23,8 %) и так называемых «лесных индейцев» (2,5 %).
Испаноязычные боливийцы являются потомками немногочисленных испанских переселенцев, впервые появившихся на территории нынешней Боливии во второй трети XVI столетия, и коренного индейского населения — кечуа, аймара, тупи-гуарани, и др. В основной своей массе это метисы, а также чоло — индейцы, владеющие в совершенстве испанским языком и осевшие в городах. Значительную часть испаноязычных боливийцев составляют креолы — несмешавшаяся с другими расовыми группами белая часть населения, или же население, имеющее ничтожную часть индейской крови. По оценке, креолы составляют от 15 до 30 % от общего числа испаноязычных боливийцев. В эту группу населения входит также небольшое количество негров, мулатов и самбо (около 10-15 тыс. человек). Группа испаноязычных боливийцев постоянно растёт в численности, как за счёт смешения различных этнических групп, распространения испанского языка, так и в результате более высокого среди них естественного прироста населения.
Кечуа в настоящее время являются крупнейшим индейским народом Америки, образующим значительную долю в населении Перу, Эквадора и Боливии. Кечуа расселены компактно на огромной территории в Андах от Колумбии на севере до Аргентины и Чили на юге. После образования в XIV веке на значительной части Южной Америки империи инков, язык кечуа был принят в ней государственным языком, что способствовало ассимиляции и растворению многих других индейских племён в среде кечуа. Этот процесс продолжался и при испанском колониальном владычестве в XVI—XIX столетиях.
Аймара являются создателями высокоразвитой индейской культуры Тиуанако, появившейся ещё в доинкский период. Во времена инкской империи собственное культурное развитие аймара было заторможено, они подверглись сильной ассимиляции со стороны кечуа. Значительная часть аймара (племена колья, кольяуа, кольяуайя, а также часть племён канчи, кана, убина и чарка) была также ассимилирована кечуа в колониальный период.
К числу «лесных индейцев» относится наиболее отсталая часть населения страны. Это тупи-гуарани, араваки, мовима, самуко, каювава и некоторые другие народности андо-экваториальной языковой семьи; чимапе, матако-матагуайо, гуайкуру и другие из же-пано-карибской семьи; итонама (семья макро-чибча). Всего существует более 50 племенных групп «лесных индейцев», некоторые из них насчитывают менее сотни человек. Наиболее крупные племена в среде тупи-гуарани — чиквита (40 тыс. чел.), чиригуано (22 тыс. чел.), среди араваков — мохо (17 тыс. чел.).

## Расселение и динамика

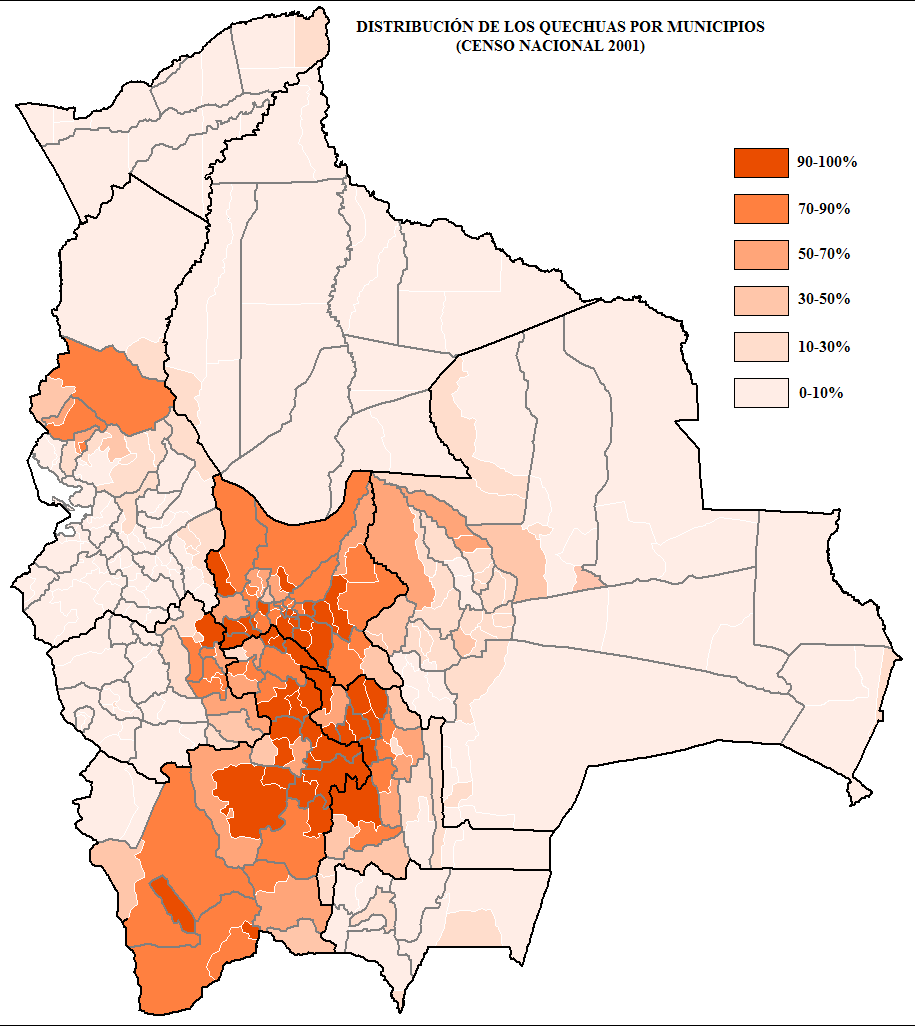
Распределение этнических кечуа по муниципалитетам.

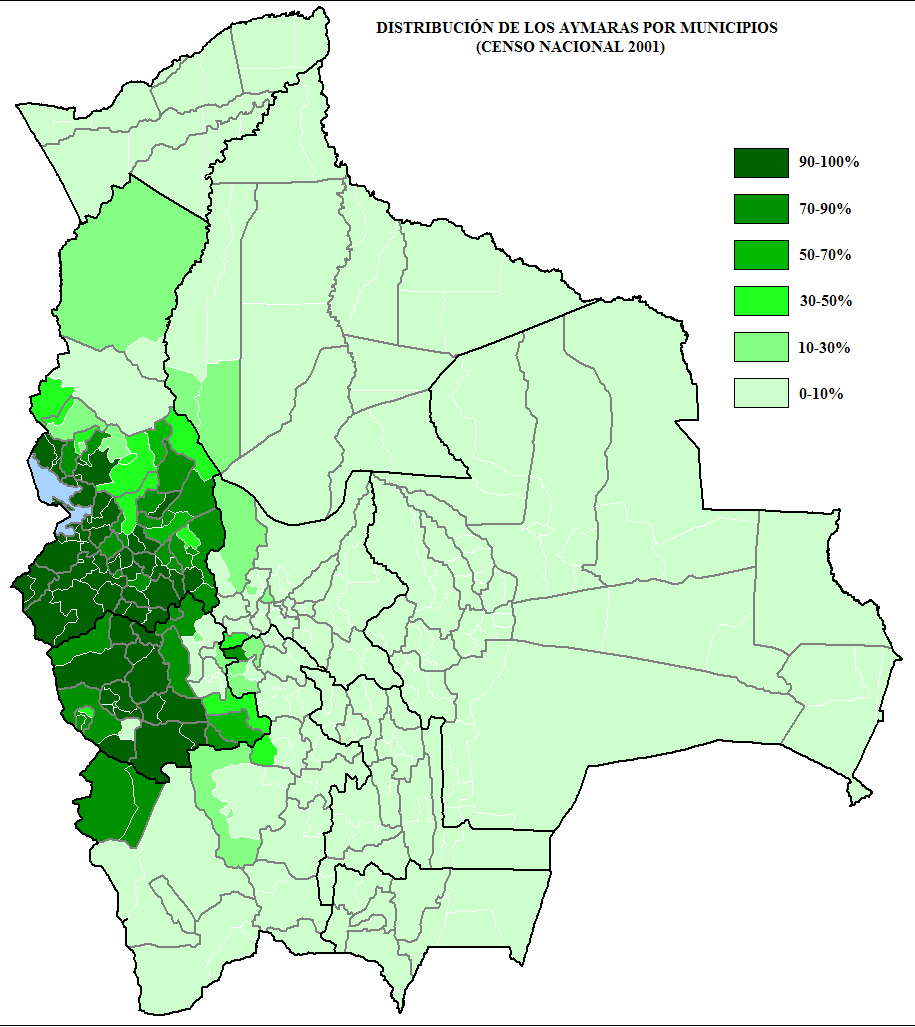
На карте отображено распределение этнических аймара по муниципалитетам.

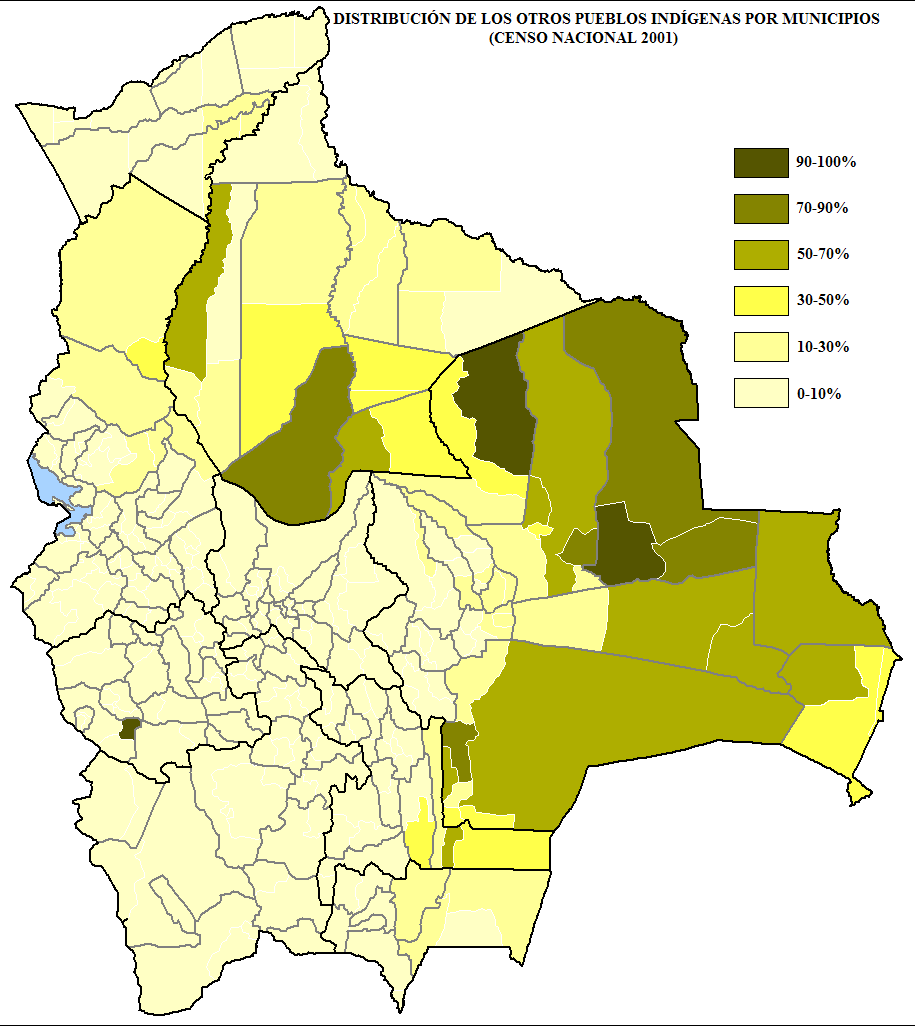
На карте отображено распределение всех остальных коренных народов, кроме кечуа и аймара, по муниципалитетам.

Согласно последним данным (на середину 2006 года), городских жителей в Боливии было 57 %(в 1985 году — 35 %), средняя плотность населения составляла 8,8 чел./км² (в 1985 — 5,5 чел./км²). Ежегодный прирост населения равняется 27 на 1 тысячу. За период с 1950 по 1983 год население страны увеличилось в 2,2 раза, а с 1950 по 2006 — в 3,8 раза. Более 2/3 населения Боливии живёт на высоте свыше 3700 метров над уровнем моря. Граница обитания в этой стране лежит у 5200 метров.
В Боливии эмиграция значительно превышает иммиграцию. За пределами страны, особенно в странах Латинской Америки, проживает более 200 тысяч боливийцев. В то же время, в пограничных с Перу и Бразилией районах проживает порядка 50 тысяч выходцев из этих стран. В департаменте Пандо бразильцы даже составляют половину населения. Внутренние миграции направлены в основном из сельской местности в города и горнодобывающие регионы.
При средней плотности в 8,8 чел./км² население страны распределено население крайне неоднородно. Географически Боливия делится на 3 региона — высокогорный: Альтиплано, восточные склоны Анд: Юнгас и покрытую джунглями низменность на востоке страны: Ориенте. Подавляющая часть жителей обитает в горных долинах и на склонах Анд — в Альтиплано и Юнгасе, в также вокруг озера Титикака. Остальная же, низменная часть страны, её центр и восток (3/5 территории) практически не заселены — здесь плотность составляет менее 1 чел./км². Так, если в 3 западных департаментах Ла-Пас, Кочабамба и Чукисака плотность населения приближается к 30-35 чел./км², то в 3 восточных департаментах Пандо, Бени и Санта-Крус она лежит между 0,5 и 1 чел./км².
Испаноязычные боливийцы проживают в основном в Юнгасе, на горных равнинах, а также в городах, где они составляют большинство населения. Это департаменты Санта-Крус, Тариха, Пандо, Бени и южная часть департамента Чукисака.
Кечуа населяют центральную и южную часть плоскогорья Альтиплано, департаменты Оруро, Потоси, Кочабамба и северную часть Чукисака. Обитают они только на высокогорье и в низменности не переселяются. Значительна также их доля среди городского населения. Всего же в Боливии живёт 16 % от общей численности кечуа.
Аймара, наряду с тибетцами, является самым высокогорным народом в мире. Они расселены в основном по берегам озера Титикака, а также в высокогорных департаментах Оруро, Ла-Пас и Потоси, на склонах Кордильеры-Реаль, а также, в небольшом количестве, в тропических долинах на востоке Анд и на юго-западе страны. Всего в Боливии проживает 70 % аймара — оставшаяся часть живёт в Чили и Перу.
Лесные индейцы обитают на равнинах Ориенте, в департаментах Санта-Крус, Бени, Тариха, Пандо, Чукисака и Кочабамба.
Из других народов следует выделить немцев, переселившихся в основном из Парагвая (ок. 15 тыс. чел.). Они проживают компактно в основном в департаменте Санта-Крус, в Ориенте.

## Язык и религия
В стране 3 государственных языка — испанский, кечуа и аймара. В целом испанским языком владеют 77 % населения, и доля эта постоянно возрастает. Испанский язык боливийцев сильно отличается от испанского, который знают в других странах Латинской Америки, так как содержит большое количество индейских слов и выражений. Большинство испаноязычных боливийцев двуязычны, они знают испанский и один из индейских языков — кечуа, аймара или гуарани. Индейцы также между собой общаются на родном языке, в городах же говорят на испанском. Всего же в Боливии 39 % населения двуязычны и 3 % — трёхъязычны.
Большинство населения Боливии — католики. Индейцы частично сохраняют свои традиционные религии. В стране также порядка 16 % протестантов — это в первую очередь баптисты, методисты и адвентисты седьмого дня. Проживающие в Боливии немцы в подавляющем большинстве меннониты.
| Язык                    | Число носителей | % населения |
| ----------------------- | --------------- | ----------- |
| Кечуа                   | 2 281 198       | 25,08243    |
| Аймара                  | 1 525 321       | 16,77135    |
| Гуарани                 | 62 575          | 0,68803     |
| Другие индейские        | 49 432          | 0,54352     |
| Испанский               | 6 821 626       | 75,00576    |
| Иностранный             | 250 754         | 2,75711     |
| Только индейский        | 960 491         | 10,56088    |
| Индейский и испанский   | 2 739 407       | 30,12058    |
| Испанский и иностранный | 4 115 751       | 45,25388    |
| Только испанский        | 4 082 219       | 44,88518    |
| Все индейские           | 3 918 526       | 43,08533    |